# Kepulauan Masalembu
Kepulauan Masalembu är öar i Indonesien.   De ligger i provinsen Jawa Timur, i den västra delen av landet, 800 km öster om huvudstaden Jakarta.